# Hourcadut

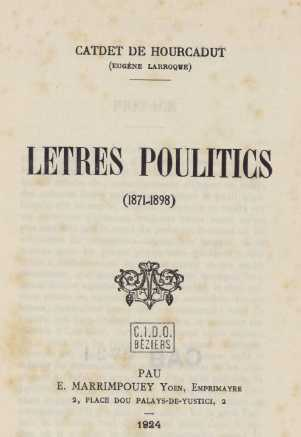
Lettres Poulitics

Pierre-Eugène Larroque, connu comme Lou Catdet de Hourcadut (Orthez, le 4 juillet 1832 et mort le 26 juin 1899), est un écrivain béarnais de langue d'oc, chroniqueur politique satirique dont la plume occitane servit ses convictions républicaines.

## Biographie
Larroque naquit dans une famille de tanneurs d'ascendance protestante et attachée aux nouvelles valeurs républicaines. Resté très jeune orphelin, lui et ses frères furent adoptés par deux oncles marchands de tissus et relativement aisés dont la fortune crut et qui leur permirent de recevoir une éducation tout en s'enrichissant de la vie sociale et culturelle des déplacements vers les foires et de la vie quotidienne de la boutique. Louis Batcave, dans sa notice biographique précédant l'édition des écrits de Hourcadut, précise que le béarnais était à l'époque et dans ce foyer omniprésent, jusque dans la bibliothèque avec les anthologies d'Émile Vignancour et les folios de Xavier Navarrot.

## Critique
Sarpoulet précise que "En Béarn ce furent des luttes qui se déroulèrent entre 1870 et 1881 qui firent 'objet d'une polémique humoristique. [...] Dans le canton d'Orthez deux partis s'opposaient alors : les Royalistes avec Chesnelong et Planté, les républicains avec Vignancour. Le comité Vignancour éditait le journal le Conservateur [...] le chroniqueur gascon attitré était Eugène Larroque (1832 - 1899) qui signait Lou Catdèt de Hourcadut." [39].
Le Monde Illustré du 24 septembre 1921, à l'occasion des fêtes félibréennes le qualifie de « père de la prose béarnaise ».

## Œuvre
- Larroque, Eugène, Catdet de Hourcadut (Eugène Larroque). Letres poulitics (1871-1898), Pau : Marrimpouey, 1924.